# Isabelle de France (1224–1269)

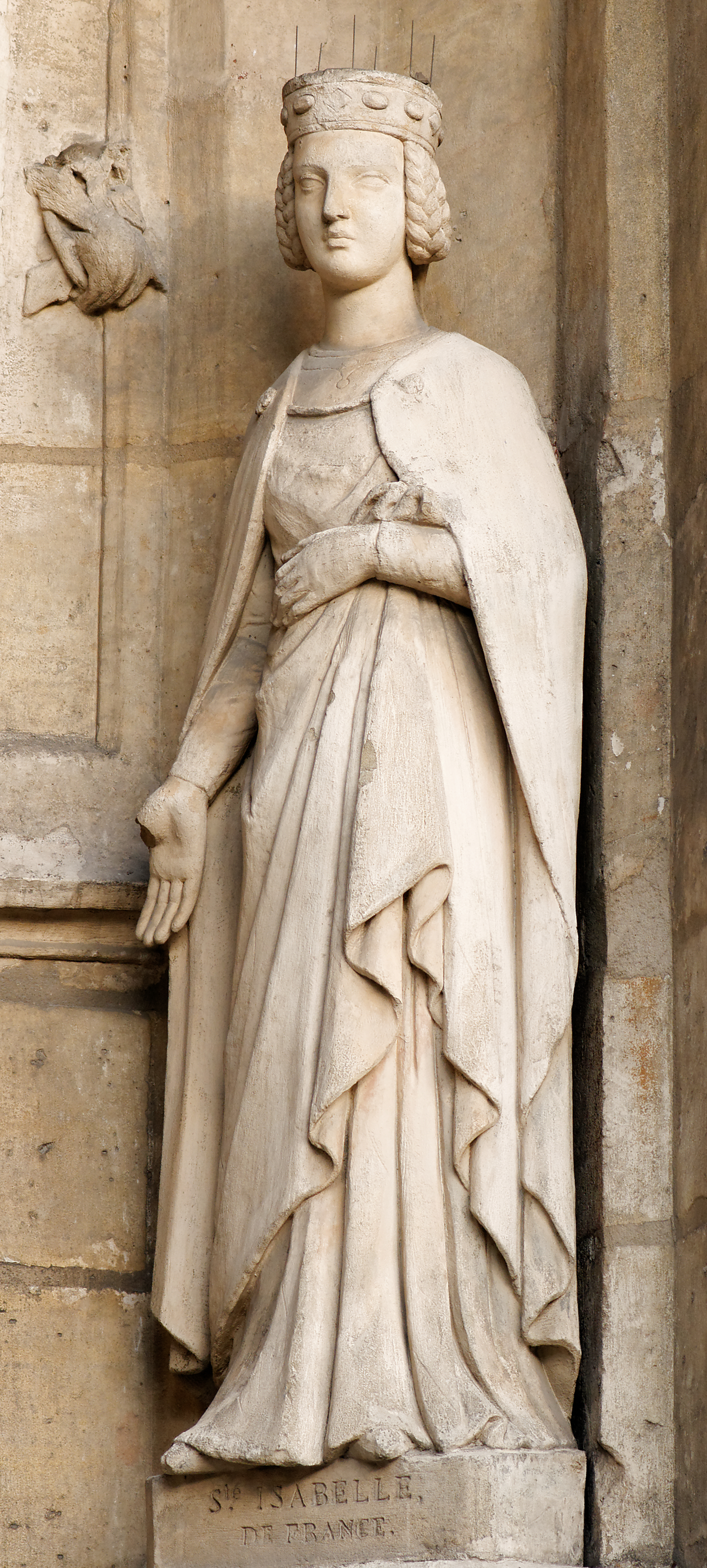
Prinzessin Isabella als Figur an der Kirche von Saint-Germain l'Auxerrois

Die Heilige Isabella von Frankreich, auch Isabella von Longchamp, (* 3. März/14. April 1224; † 23. Februar 1269 in Longchamp) war die Tochter des französischen Königs Ludwigs VIII. und seiner Gemahlin Blanka von Kastilien, somit die Schwester des zehn Jahre älteren Ludwigs des Heiligen. Sie stiftete im Jahr 1255 die Klarissenabtei Longchamp Humilité-Notre-Dame in dem westlich von Paris gelegenen Wald von Rouvray (heute: Bois de Boulogne) und gehört gemeinsam mit Klara von Assisi zu den ersten Verfasserinnen einer Ordensregel.

## Leben
Um nach dem Tod Ludwigs VIII. († November 1226) und der Thronbesteigung des erst zwölfjährigen Ludwigs IX. dem Königreich die Unterstützung der Vasallen zu sichern, versprach die Königinmutter und Regentin Blanka von Kastilien im Jahr 1230 ihre fünfjährige Tochter Isabella dem jungen Hugues oder Hugo von Lusignan, Sohn des Grafen Hugo von La Marche und Angoulême, der schließlich Yolande, die Tochter des Herzogs Peter I. von Bretagne ehelichte.
Blanka von Kastilien ließ Isabella eine strenge moralische und religiöse Erziehung zukommen und so zeigte sie schon als Kind große Frömmigkeit. Im Jahr 1243 weigerte sie sich, Konrad von Hohenstaufen, den Sohn Friedrichs II. zu heiraten. Nach dem Tod ihrer Mutter legte sie ein vom Papst Innozenz IV. am 26. Mai 1254 bestätigtes Keuschheitsgelübde ab und beschloss, ihre Mitgift für die Gründung eines Klosters zu verwenden. Als Standort wurde dafür ein Gelände am Rande des Waldes von Rouvray gewählt, den damals königlichen Jagdgründen. Ludwig der Heilige erwarb für seine Schwester dort ein zwischen dem Wald und der Seine gelegenes langgestrecktes Feld (frz. long champ) und legte am 10. Juni 1256 den Grundstein der Klarissenabtei. Die Kosten für den im Jahr 1259 vollendeten Bau beliefen sich über rund 30 000 Livres.
Die Stifterin zog sich 1260 in den Klosterbezirk zurück, bewohnte dort jedoch ein eigenes Haus und legte auch nicht ihre Profess ab, trat also nicht in den Orden ein und war daher, entgegen einer weitverbreiteten Meinung auch nicht Äbtissin der Gemeinschaft. Sie zählte zu den herausragenden Persönlichkeiten ihrer Zeit und übte im Kreise Ludwigs des Heiligen großen Einfluss aus, unter anderem auf dessen Töchter, ihre Nichten Isabella von Frankreich und Navarra und deren jüngere Schwester Blanka von Frankreich. Beide gründeten Klarissenklöster, welche die Ordensregel von Longchamp befolgten.
Isabella von Frankreich starb am 23. Februar 1270 kurz vor Vollendung ihres 45. Lebensjahres und wurde in der Klosterkirche bestattet. Insbesondere die Klosterschwestern von Longchamp verehrten sie als Heilige. Isabella wurde von Papst Leo X. im Jahr 1521 durch die Bulle Piis omnium heiliggesprochen. 
Jacques Le Goff spricht lediglich von einer Seligsprechung Isabellas. Albert Sleumer erwähnt sie in seinem kirchenlateinischen Wörterbuch nicht, die Heiligsprechung ihres Bruders Ludwig geht aber daraus hervor.

## Werk
Dem Vorbild der heiligen Klara von Assisi folgend, die zwischen 1247 und 1252 die Regel ihres Ordens verfasst hatte, schrieb Isabella von Frankreich selbst im Jahr 1255 die Ordensregel für Longchamp nieder. Sie ließ sich dazu von den bedeutendsten Gelehrten ihrer Zeit beraten. Bonaventura von Bagnoregio unterstützte ihr Vorhaben. Dieser hatte in Paris zwischen 1254 und 1257 den theologischen Lehrstuhl der Franziskaner inne, bevor er zum Generalminister seines Ordens berufen wurde. Bonaventura vertrat hinsichtlich des Armutsgelübdes einen moderaten Standpunkt. So durften die Klarissen von Longchamp Erbschaften antreten und den gemeinschaftlichen Besitz verwalten. Im Jahr 1259 bestätigte Papst Alexander IV. die Regel, die unter Papst Urban IV. im Jahr 1263 geändert wurde.

## Darstellungen
- Philippe de Champaigne: Sainte Isabelle offrant à la Vierge le modèle de l'abbaye de Longchamps („Die heilige Isabelle überreicht der Jungfrau Maria das Modell der Abtei von Longchamp“, 17. Jahrhundert, Paris, Saint-Paul-Saint-Louis)